# موتور 22 بهمن (أرزوئية)
موتور 22 بهمن (بالإنجليزية: Mowtowr-e 22 Bahman, Kerman)‏ هي منطقة سكنية تقع في إيران في Arzuiyeh Rural District.